# Zimný
Zimný är ett berg i Tjeckien. Det ligger i regionen Moravskoslezský kraj, i den östra delen av landet. Toppen på Zimný är 1 080 meter över havet.